# Alegria Royo Grañena
Alegria Royo Grañena   (Pla de la Cerdera, 27 d'agost de 1918) va ser una infermera voluntària durant la Guerra Civil espanyola, destacada per la seva dedicació en l'atenció als ferits en hospitals de campanya i per la seva participació en la retirada de les tropes republicanes cap a França. La seva trajectòria és un exemple de la implicació de les dones en la infermeria durant el conflicte bèl·lic, tot i no tenir formació acadèmica oficial.

## Biografia
Alegria Royo Grañena va néixer el 27 d'agost de 1918 a Cerdera, un petit poble de la comarca del Segrià (Lleida). Filla de pagesos i ramaders d'origen aragonès, es va traslladar amb la seva família a Malpartit, un altre poble de la mateixa comarca, quan tenia sis mesos. Era la més petita de vuit germanes.
Guerra Civil Espanyola
El 9 d'agost de 1936, amb només 17 anys, Alegria es va oferir com a voluntària per treballar com a infermera a l'Hospital de Catalunya de Lleida, ubicat al Col·legi dels Maristes de la plaça Catalunya. Aquest hospital, improvisat en un entorn de guerra, atenia principalment militars ferits del front. Alegria Royo va aprendre les tasques bàsiques de infermeria de manera autodidacta, ja que no tenia formació acadèmica ni títol oficial.
Durant la guerra, va treballar en condicions precàries, amb escassetat de medicaments i recursos. Va destacar per la seva habilitat en les cures als ferits, tot i la manca de formació específica. Va participar activament en l'evacuació de ferits cap a Barcelona i, posteriorment, en la retirada de les tropes republicanes cap a França, passant per l'Espluga de Francolí, Igualada, Manresa i Vic.
En arribar a la frontera francesa, va ser traslladada a un camp de concentració i després a Casa Refugi de Gilley,on va viure durant quatre mesos abans de tornar a Espanya per Irun. Durant el seu retorn, va ser interrogada per les autoritats franquistes, que li van confiscar els seus documents.

## Postguerra i vida privada
Després de la guerra, Alegria Royo es va casar i es va establir a Malpartit, on va continuar exercint tasques de cura, tant per a persones com per a animals, convertint-se en una figura clau per a la comunitat local. Va viure envoltada de la seva família, que l'adorava, i va mantenir una actitud positiva i vital fins a la seva vellesa.

## Trajectòria professional
Alegria Royo va destacar per la seva dedicació i compromís en l'atenció als ferits durant la Guerra Civil. Tot i no tenir formació acadèmica, va adquirir experiència pràctica en hospitals de campanya, on va fer tasques com la cura de ferides, l'administració de medicaments i l'organització dels torns de treball.
La seva trajectòria reflecteix les dificultats i els reptes que van enfrontar moltes dones durant la guerra, que van assumir rols clau en la infermeria sense tenir reconeixement oficial ni formació específica.

## Reconeixements
Fins ara, Alegria Royo Grañena no ha rebut reconeixements oficials per la seva tasca com a infermera durant la Guerra Civil. No obstant això, la seva història ha estat recollida en el llibre Enfermeras de guerra, publicat per les Edicions Sant Joan de Déu, com a part d'un esforç per visibilitzar el paper de les dones en la infermeria durant el conflicte bèl·lic.